# Gotlands norra domsagas valkrets
Gotlands norra domsagas valkrets var i riksdagsvalen till andra kammaren 1866–1908 en egen valkrets med ett mandat. Valkretsen, som omfattade landsbygden på norra Gotland (Gotlands norra härad), avskaffades vid införandet av proportionellt valsystem i valet 1911 och uppgick då i Gotlands läns valkrets.

## Riksdagsmän
- Gustaf Kolmodin, lmp, c 1875 (1867–1875)
- Per Larsson, lmp 1876–1887, nya lmp 1888–1894, lmp 1895–1900 (1876–1900)
- Karl Larsson, lmp (1901–1911)

## Valresultat

### 1896
| Andrakammarvalet i Sverige 1896: Gotlands norra domsagas valkrets | Andrakammarvalet i Sverige 1896: Gotlands norra domsagas valkrets | Andrakammarvalet i Sverige 1896: Gotlands norra domsagas valkrets | Andrakammarvalet i Sverige 1896: Gotlands norra domsagas valkrets | Andrakammarvalet i Sverige 1896: Gotlands norra domsagas valkrets |
| Kandidat                                                          | Kandidat                                                          | Röster                                                            | Röster                                                            | Röster                                                            |
| Kandidat                                                          | Kandidat                                                          | Antal                                                             | %                                                                 | +− %                                                              |
| ----------------------------------------------------------------- | ----------------------------------------------------------------- | ----------------------------------------------------------------- | ----------------------------------------------------------------- | ----------------------------------------------------------------- |
|                                                                   | Per Larsson                                                       | 485                                                               | 93,6                                                              |                                                                   |
|                                                                   | Närmaste kandidat                                                 | 29                                                                | 5,6                                                               |                                                                   |
|                                                                   | Övriga kandidater                                                 | 4                                                                 | 0,8                                                               | —                                                                 |
| Antal giltiga röster                                              | Antal giltiga röster                                              | 518                                                               |                                                                   |                                                                   |
| Kasserade röster                                                  | Kasserade röster                                                  | 51                                                                |                                                                   |                                                                   |
| Totalt                                                            | Totalt                                                            | 569                                                               |                                                                   |                                                                   |

Valdeltagandet var 27,3%.

### 1899
| Andrakammarvalet i Sverige 1899: Gotlands norra domsagas valkrets | Andrakammarvalet i Sverige 1899: Gotlands norra domsagas valkrets | Andrakammarvalet i Sverige 1899: Gotlands norra domsagas valkrets | Andrakammarvalet i Sverige 1899: Gotlands norra domsagas valkrets | Andrakammarvalet i Sverige 1899: Gotlands norra domsagas valkrets |
| Kandidat                                                          | Kandidat                                                          | Röster                                                            | Röster                                                            | Röster                                                            |
| Kandidat                                                          | Kandidat                                                          | Antal                                                             | %                                                                 | +− %                                                              |
| ----------------------------------------------------------------- | ----------------------------------------------------------------- | ----------------------------------------------------------------- | ----------------------------------------------------------------- | ----------------------------------------------------------------- |
|                                                                   | Per Larsson                                                       | 320                                                               | 90,9                                                              | ▼2,7%                                                             |
|                                                                   | Närmaste kandidat                                                 | 9                                                                 | 2,6                                                               |                                                                   |
|                                                                   | Övriga kandidater                                                 | 23                                                                | 6,5                                                               | —                                                                 |
| Antal giltiga röster                                              | Antal giltiga röster                                              | 352                                                               |                                                                   |                                                                   |
| Kasserade röster                                                  | Kasserade röster                                                  | 9                                                                 |                                                                   |                                                                   |
| Totalt                                                            | Totalt                                                            | 361                                                               |                                                                   |                                                                   |

Valet ägde rum den 20 augusti 1899. Valdeltagandet var 16,3%.

### 1902
| Andrakammarvalet i Sverige 1902: Gotlands norra domsagas valkrets | Andrakammarvalet i Sverige 1902: Gotlands norra domsagas valkrets | Andrakammarvalet i Sverige 1902: Gotlands norra domsagas valkrets | Andrakammarvalet i Sverige 1902: Gotlands norra domsagas valkrets | Andrakammarvalet i Sverige 1902: Gotlands norra domsagas valkrets |
| Kandidat                                                          | Kandidat                                                          | Röster                                                            | Röster                                                            | Röster                                                            |
| Kandidat                                                          | Kandidat                                                          | Antal                                                             | %                                                                 | +− %                                                              |
| ----------------------------------------------------------------- | ----------------------------------------------------------------- | ----------------------------------------------------------------- | ----------------------------------------------------------------- | ----------------------------------------------------------------- |
|                                                                   | Karl Larsson                                                      | 361                                                               | 56,8                                                              |                                                                   |
|                                                                   | Gustaf Lyth                                                       | 179                                                               | 28,1                                                              |                                                                   |
|                                                                   | Övriga kandidater                                                 | 96                                                                | 15,1                                                              | —                                                                 |
| Antal giltiga röster                                              | Antal giltiga röster                                              | 636                                                               |                                                                   |                                                                   |
| Kasserade röster                                                  | Kasserade röster                                                  | 11                                                                |                                                                   |                                                                   |
| Totalt                                                            | Totalt                                                            | 647                                                               |                                                                   |                                                                   |

Valet ägde rum den 15 september 1902. Valdeltagandet var 29,9%.

### 1905
| Andrakammarvalet i Sverige 1905: Gotlands norra domsagas valkrets | Andrakammarvalet i Sverige 1905: Gotlands norra domsagas valkrets | Andrakammarvalet i Sverige 1905: Gotlands norra domsagas valkrets | Andrakammarvalet i Sverige 1905: Gotlands norra domsagas valkrets | Andrakammarvalet i Sverige 1905: Gotlands norra domsagas valkrets |
| Kandidat                                                          | Kandidat                                                          | Röster                                                            | Röster                                                            | Röster                                                            |
| Kandidat                                                          | Kandidat                                                          | Antal                                                             | %                                                                 | +− %                                                              |
| ----------------------------------------------------------------- | ----------------------------------------------------------------- | ----------------------------------------------------------------- | ----------------------------------------------------------------- | ----------------------------------------------------------------- |
|                                                                   | Karl Larsson                                                      | 393                                                               | 81,5                                                              | ▲24,7%                                                            |
|                                                                   | Närmaste kandidat                                                 | 48                                                                | 10,0                                                              |                                                                   |
|                                                                   | Övriga kandidater                                                 | 41                                                                | 8,5                                                               | —                                                                 |
| Antal giltiga röster                                              | Antal giltiga röster                                              | 482                                                               |                                                                   |                                                                   |
| Kasserade röster                                                  | Kasserade röster                                                  | 3                                                                 |                                                                   |                                                                   |
| Totalt                                                            | Totalt                                                            | 485                                                               |                                                                   |                                                                   |

Valet ägde rum den 18 september 1905. Valdeltagandet var 21,4%.

### 1908
| Andrakammarvalet i Sverige 1908: Gotlands norra domsagas valkrets | Andrakammarvalet i Sverige 1908: Gotlands norra domsagas valkrets | Andrakammarvalet i Sverige 1908: Gotlands norra domsagas valkrets | Andrakammarvalet i Sverige 1908: Gotlands norra domsagas valkrets | Andrakammarvalet i Sverige 1908: Gotlands norra domsagas valkrets |
| Kandidat                                                          | Kandidat                                                          | Röster                                                            | Röster                                                            | Röster                                                            |
| Kandidat                                                          | Kandidat                                                          | Antal                                                             | %                                                                 | +− %                                                              |
| ----------------------------------------------------------------- | ----------------------------------------------------------------- | ----------------------------------------------------------------- | ----------------------------------------------------------------- | ----------------------------------------------------------------- |
|                                                                   | Karl Larsson                                                      | 378                                                               | 75,6                                                              | ▼5,9%                                                             |
|                                                                   | Närmaste kandidat                                                 | 109                                                               | 21,8                                                              |                                                                   |
|                                                                   | Övriga kandidater                                                 | 13                                                                | 2,6                                                               | —                                                                 |
| Antal giltiga röster                                              | Antal giltiga röster                                              | 500                                                               |                                                                   |                                                                   |
| Kasserade röster                                                  | Kasserade röster                                                  | 5                                                                 |                                                                   |                                                                   |
| Totalt                                                            | Totalt                                                            | 505                                                               |                                                                   |                                                                   |

Valet ägde rum den 5 september 1908. Valdeltagandet var 20,8%.